# Michele Richardson
Michele Richardson Armengol, nach Heirat Michele Ahlers, (* 28. April 1969 in Managua, Nicaragua) ist eine ehemalige Schwimmerin aus den Vereinigten Staaten. Bei den Olympischen Sommerspielen 1984 in Los Angeles wurde sie Zweite über 800 Meter Freistil. 

## Karriere
Michele Richardson wurde in Nicaragua als Tochter von Staatsbürgern der Vereinigten Staaten geboren. Ihr Bruder Frank Richardson schwamm bei den Olympischen Spielen 1976 für Nicaragua. Nach der Nicaraguanischen Revolution zogen die Eltern 1979 mit den Kindern in die Vereinigten Staaten.
Bei den olympischen Schwimmwettbewerben 1984 schwamm Richardson im Vorlauf die schnellste Zeit. Im Endlauf siegte ihre Landsfrau Tiffany Cohen mit fast sechs Sekunden Vorsprung auf Richardson, dahinter erkämpfte die Britin Sarah Hardcastle den dritten Platz.
Michele Richardson bemühte sich später, international für Nicaragua anzutreten. Dies lehnte die nicaraguanische Regierung ab. 2012 betreute Michele Richardson das nicaraguanische Team bei den Olympischen Spielen in London.